# Port lotniczy Capitán Vicente Almandos Almonacid
Port lotniczy Capitán Vicente Almandos Almonacid (IATA: IRJ, ICAO: SANL) – port lotniczy położony w La Rioja, w prowincji La Rioja, w Argentynie.

## Linie lotnicze i połączenia
- Aerolíneas Argentinas (Buenos Aires-Jorge Newbery, Catamarca)